# Ixora trilocularis
Ixora trilocularis är en måreväxtart som först beskrevs av Isaac Bayley Balfour, och fick sitt nu gällande namn av Arnaud Mouly och Birgitta Bremer. Ixora trilocularis ingår i släktet Ixora och familjen måreväxter. Inga underarter finns listade i Catalogue of Life.